# 中原野戦軍
中原野戦軍（ちゅうげん-やせんぐん）は、中国共産党が国共内戦中に中原地域で編成した方面軍・軍集団級の部隊。晋冀魯豫野戦軍団を前身とし、中原軍区を管轄した。後に中国人民解放軍第2野戦軍に発展した。

## 成立
1948年5月9日、中国共産党中央軍事委員会の指示により、中原軍区が再設置され、晋冀魯豫野戦軍団が中原野戦軍に改称された。

## 指揮官
- 司令員：劉伯承
- 政治委員：鄧小平
- 第一副司令員：陳毅（華東野戦軍の司令員と政治委員を兼任）
- 副司令員：李先念
- 副政治委員：鄧子恢
- 副政治委員兼政治部主任：張際春
- 参謀長：李達

## 編制
軍事行政単位としての中原軍区は、鄂豫軍区（5個軍分区）、皖西軍区（3個軍分区）、豫皖蘇軍区（8個軍分区、1個独立旅）、豫西軍区（6個軍分区）、桐柏軍区（3個軍分区、第28旅）、江漢軍区（3個軍分区、1個独立旅）、陝南軍区（2個軍分区、第12旅、第17師）を管轄した。
中原野戦軍は、以下の7個縦隊を管轄した。
- 第1縦隊 - 司令員楊勇、政治委員蘇振華
  - 第1旅
  - 第2旅
  - 第20旅
- 第2縦隊 - 司令員陳再道、政治委員王維綱
  - 第4旅
  - 第6旅
- 第3縦隊 - 司令員陳錫連、政治委員彭涛
  - 第7旅
  - 第8旅
  - 第9旅
- 第4縦隊 - 司令員陳賡、政治委員謝富治
  - 第10旅
  - 第11旅
  - 第13旅
  - 第22旅
- 第6縦隊 - 司令員王近山、政治委員杜義徳
  - 第16旅
  - 第17旅
  - 第18旅
- 第9縦隊 - 司令員秦基偉、政治委員黄鎮
  - 第26旅
  - 第27旅
- 第11縦隊 - 司令員王秉璋、政治委員張霖芝
  - 第31旅
  - 第32旅
  - 第33旅

## 活動
中原野戦軍は、華東野戦軍と協同で、洛陽、皖西、皖東、豫東、襄樊等の戦役に参加し、長江以北の敵軍を撃滅する条件を創出した。
1948年10月下旬、中原野戦軍主力は、鄭州と開封を解放した。11月～翌年1月、華東野戦軍と共に淮海戦役を発動して、55万5千人の国民党軍を撃滅し、淮海地区全域を解放した。

## 消滅
1949年2月5日、中央軍事委員会の命令により、中原野戦軍は、中国人民解放軍第2野戦軍に改称された。